# Centre pénitentiaire de Meaux-Chauconin-Neufmontiers
Le centre pénitentiaire de Meaux-Chauconin-Neufmontiers est une prison française située à Chauconin-Neufmontiers, à 5 kilomètres au nord-ouest de Meaux, dans le département de Seine-et-Marne, en région Île-de-France. Son taux d'occupation est de 188 %, d’après les statistiques du ministère de la justice au 1er novembre 2022.

## Histoire
Le centre ouvre le 8 juillet 2004.
Une enquête est ouverte après qu'un détenu de 28 ans, Jimony Rousseau, en détention provisoire depuis le 6 janvier, décède le mardi 2 février 2021 ; selon un surveillant, le détenu aurait été « roué de coups » par des agents. La première expertise conclut à une mort par crise cardiaque, sans rapport avec les « ecchymoses et contusions » retrouvées sur son corps, ce que la famille conteste .
Un détenu meurt dans l'incendie de sa cellule en décembre 2022. Un autre incendie s'était déclaré en octobre.

## Administration
En 2016, le directeur de la prison est Pascal Bruneau.